# La Fin du silence
Pour plus de détails, voir Fiche technique et Distribution.
La Fin du silence est un film dramatique franco-autrichien écrit et réalisé par Roland Edzard, sorti le 7 décembre 2011.

## Synopsis
Une dispute éclate dans une maison isolée du massif vosgien. Jean, le fils cadet de la famille, est jeté dehors. Il rejoint des chasseurs pour une battue et apprend à tuer. La nuit suivante, la voiture de sa mère est incendiée. On l'accuse. Jean disparaît alors dans la forêt...

## Fiche technique
- Titre : La Fin du silence
- Réalisation : Roland Edzard
- Scénario : Roland Edzard
- Production : Unlimited
- Producteur : Philippe Avril
- Directeur artistique : François Jenny
- Image : Frédéric Serve
- Son : Xavier Griette
- Décors : Olivier Meidinger
- Montage : Thomas Marchand
- Montage son : Edouard Morin, Arnaud Rolland
- Mixage : Roman Dymny
- Pays :  Autriche |  France
- Langue : français
- Genre : drame, thriller
- Format : couleur • 1,85:1
- Dates de sortie : 
  -  France : 14 mai 2011 (Festival de Cannes) et 7 décembre 2011

## Distribution
- Nils : Thierry Frémont
- Anne : Maïa Morgenstern
- Théo : Carlo Brandt
- Eva : Anna Mihalcea
- Jean : Franck Falise
- Luc : Alexis Michalik
- Benji : Oscar Wagner
- Ida : Marianne Basler

- Les chasseurs : Patricia Joly, Jean-Marie Holterbach, Roland Kieffer, Christophe Voltz

## Lieux de tournage
Une partie des scènes a été tournée à Grendelbruch dans le département du Bas-Rhin, précisément au refuge du Hohbuhl appartenant au Club vosgien. 
D'autres scènes ont été tournées à Plainfaing dans le département voisin des Vosges.